# Dossinia marmorata
Dossinia marmorata is een soort uit het monotypische juweelorchideeëngeslacht Dossinia.

## Verspreiding
Het natuurlijke verspreidingsgebied van de soort omvat Borneo en enkele eilanden van de Riau-archipel.

## Afbeeldingen

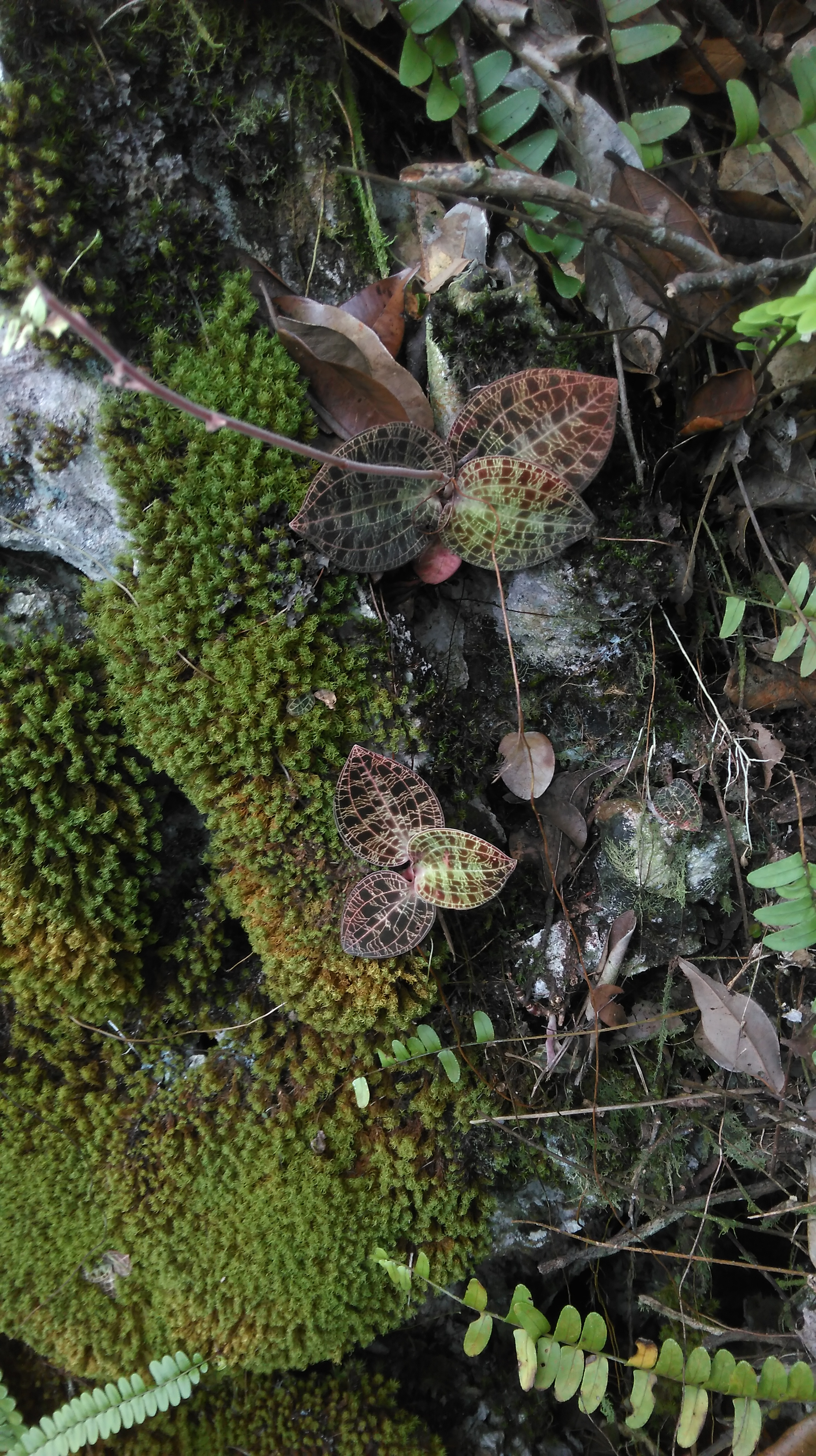
De plant met habitus
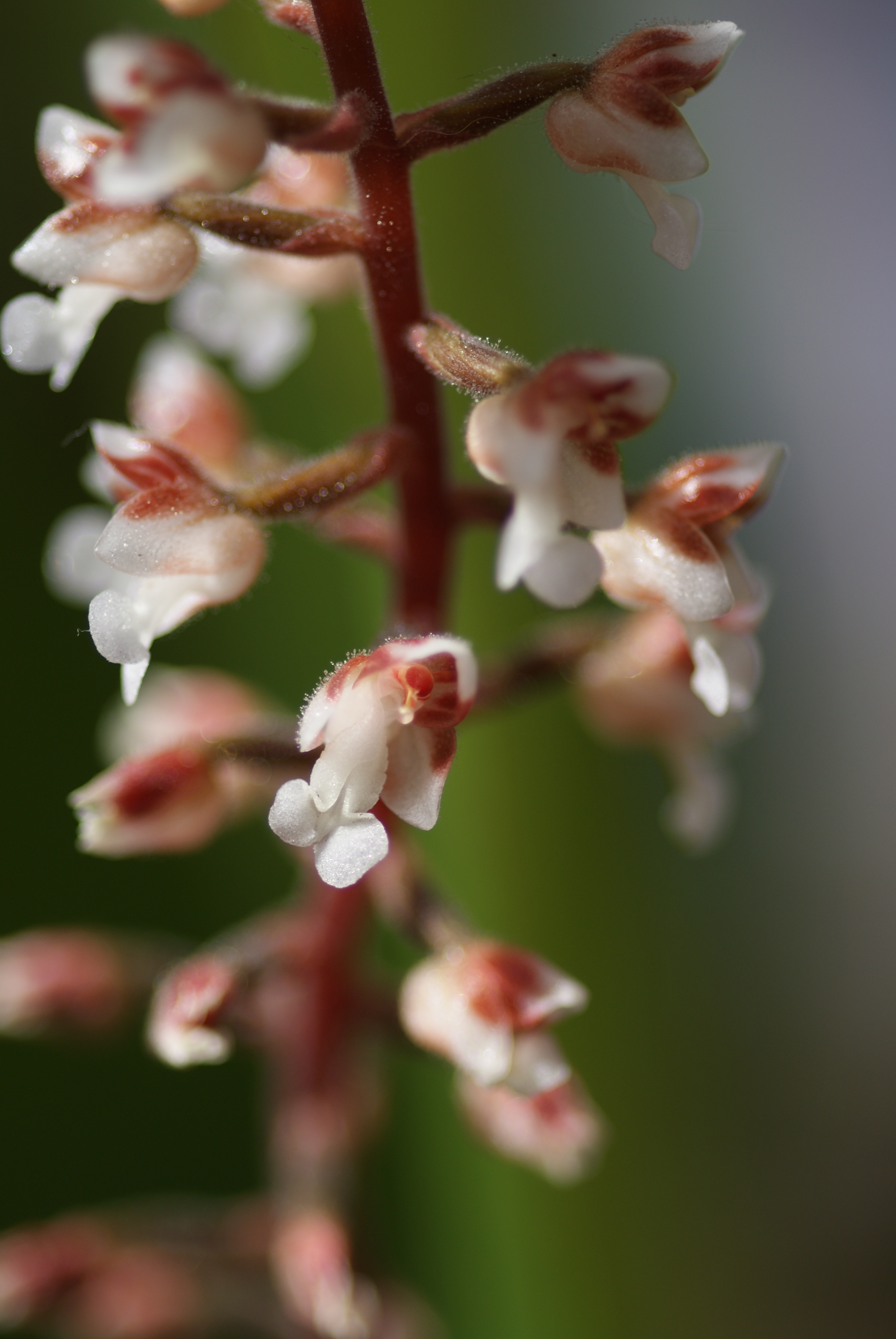
Close-up van de bloeiwijze